# Primera luz
En astronomía, el término primera luz hace referencia al primer uso  de un telescopio (o con carácter general, de un nuevo instrumento de observación) en el que se toma una imagen astronómica después de que ha sido construido. 
En muchas ocasiones, especialmente cuando se trata de un gran instrumento que ha requerido de cuantiosa financiación y de varios años de trabajo, suele convertirse en un acto de inauguración oficial que marca la fecha de puesta en servicio de la instalación.
A menudo no coincide con la primera observación realizada en la práctica con el telescopio, pues posiblemente se habrán efectuado pruebas ópticas a la luz del día para ajustar sus componentes.
La imagen resultante de la primera luz normalmente es de reducido interés científico y de escasa calidad, dado que los distintos elementos del telescopio todavía deben ser ajustados hasta obtener su máxima eficiencia. A pesar de esto, es siempre un momento emotivo, tanto para las personas que diseñaron y construyeron el telescopio como para la comunidad astronómica, que ha podido esperar el momento desde hace muchos años mientras el telescopio estaba en construcción.
Para obtener la primera luz suele elegirse como objetivo algún cuerpo astronómico bien conocido de aspecto espectacular.
Por ejemplo, el telescopio Hale, de 5 metros de diámetro (200 pulgadas), vio la primera luz el 26 de enero de 1949, apuntando a la nebulosa NGC 2261 bajo la dirección del astrónomo Edwin Hubble. La imagen se publicó en muchas revistas y está disponible en los Archivos de Caltech.
El telescopio Isaac Newton tuvo dos primeras luces: una en Inglaterra en 1965 con su espejo original, y otra en 1984 en la isla de La Palma. Esta segunda primera luz se realizó con un cámara de vídeo que mostraba el púlsar del Cangrejo centelleando.
El Gran telescopio binocular vio su primera luz con un espejo primario simple el 12 de octubre de 2005, obteniendo una imagen de la nebulosa NGC 891. El segundo espejo primario ya estuvo instalado en enero de 2006 y en estado plenamente operativo en enero de 2008.
El  Gran Telescopio Canarias de 10.4 m vio su primera luz tomando una imagen de Tycho 1205081 el 14 de julio de 2007.
El observatorio solar espacial IRIS vio su primera luz el 17 de julio de 2013. El observador principal resaltó que  "La calidad de las imágenes y de los espectros lumínicos que estamos recibiendo de IRIS es asombrosa. Esto es justamente lo que estábamos esperando..."

## Cosmología
En cosmología física, el término primera luz hace referencia a la luz emitida por la primera generación de hiperestrellas, formadas menos de mil millones de años después del Big Bang, lo que supuso el final de las Edades Cosmológicas Oscuras.

## Galería de imágenes

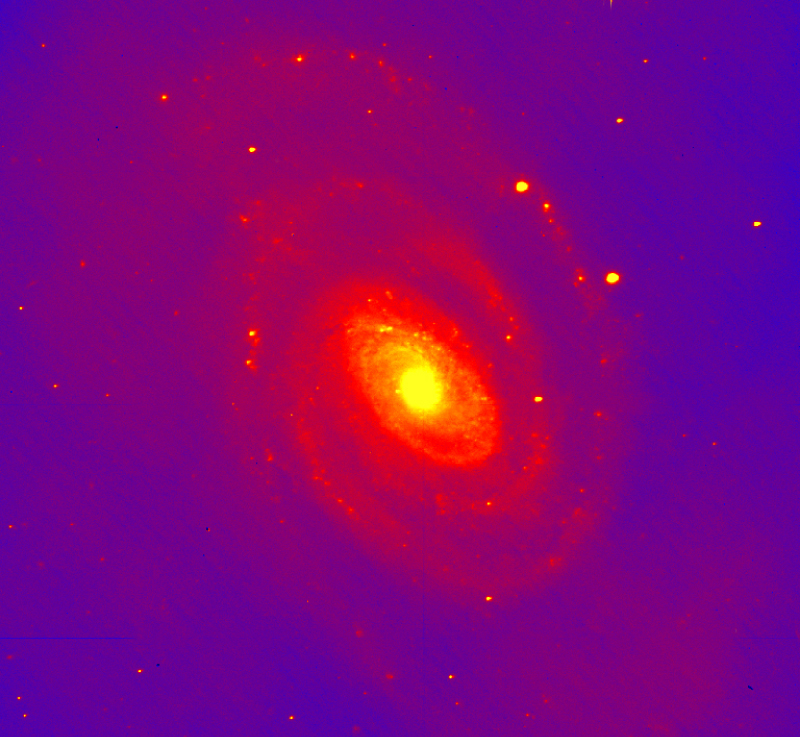
Imagen de la primera luz del VLT VIMOS, centrada en la nebulosa NGC 5364.
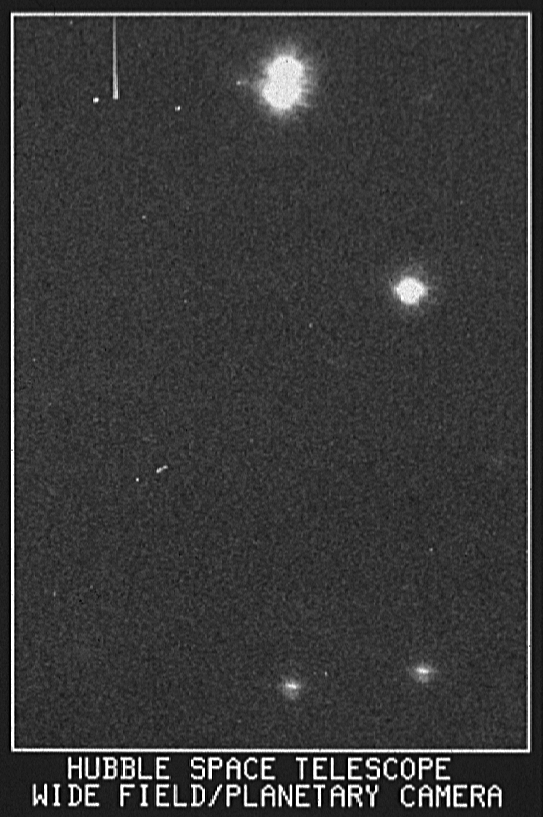
Primera luz del Telescopio Espacial Hubble
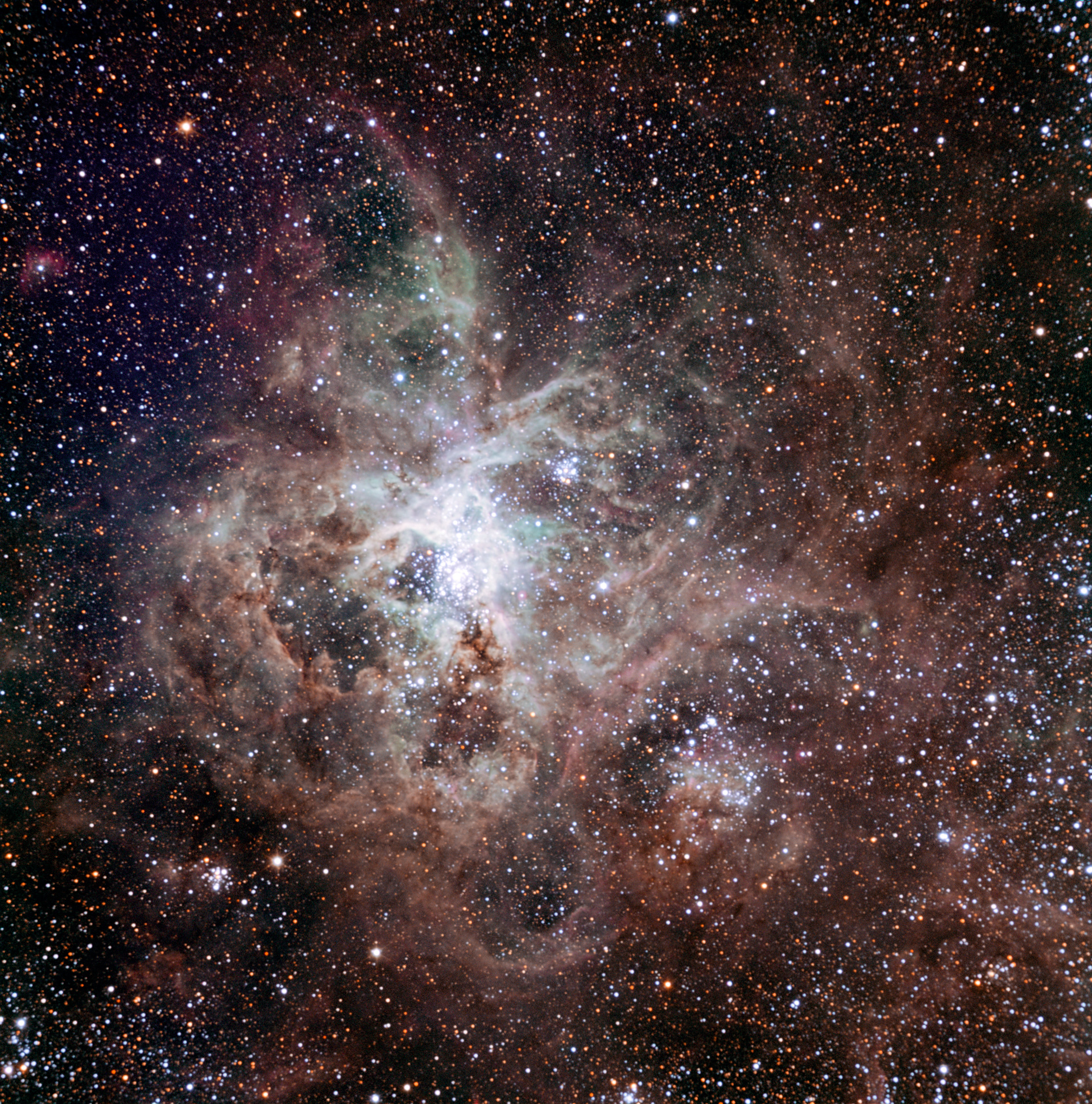
Primera luz del TRAPPIST: la Nebulosa de la Tarántula